# Langham (Essex)
Langham – wieś i civil parish w Anglii, w hrabstwie Essex, w dystrykcie Colchester. Leży 40 km na północny wschód od miasta Chelmsford i 89 km na północny wschód od Londynu. W 2011 roku civil parish liczyła 1036 mieszkańców. Langham jest wspomniana w Domesday Book (1086) jako Laianhagam.